# Двойная жизнь (фильм, 1947)
«Двойная жизнь» (англ. A Double Life) — фильм нуар режиссёра Джорджа Кьюкора, который вышел на экраны в 1947 году.
Фильм рассказывает историю талантливого театрального актёра (Рональд Колман), который настолько вживается в роль Отелло, что постепенно начинает терять связь с реальностью и в итоге душит свою знакомую, а в финале картины закалывает себя кинжалом прямо на сцене.
За исполнение главной роли в этом фильме Рональд Колман был удостоен Оскара, а Миклош Рожа получил Оскар за лучший саундтрек к фильму. Кроме того, номинаций на Оскар удостоились сценаристы Гарсон Кэнин и Рут Гордон, а также режиссёр Джордж Кьюкор.
Наряду с фильмами нуар «Как по маслу» (1946), «Повторное исполнение» (1947), «Страх сцены» (1950) и «Чёрная вдова» (1954) лента Кьюкора находится в категории «театральных нуаров» – их сюжет тесно связан с театром. Кроме того, как отмечает историк кино Джефф Майер, фильм входит в группу кинолент, в которых убийство происходит по причине психического заболевания героя. Другими нуарами такого плана являются «Ночь так темна» (1946), «Виновный» (1947), «Одержимая» (1947), «Страх в ночи» (1947) и его ремейк «Ночной кошмар» (1956).

## Сюжет
Звезду бродвейской сцены, очаровательного Энтони «Тони» Джона (Рональд Колман) после успеха его комедии «Лакей» приглашает к себе театральный продюсер Макс Ласкер (Филип Лёб). В присутствии режиссёра Виктора Донлана (Рэй Коллинз) он предлагает Тони сыграть заглавную роль в новой постановке трагедии Уильяма Шекспира «Отелло». Зная о своей склонности слишком глубоко погружаться в исполняемую роль, Тони сомневается, стоит ли ему браться за эту работу. Он решает посоветоваться со своей бывшей женой и постоянной сценической партнёршей Бритой (Сигне Хассо), с которой поддерживает близкие доверительные отношения. Два года назад они развелись, однако не вступают снова в брак, так как «слишком любят друг друга». Брита также неоднократно замечала, что характер Тони менялся в зависимости от того, какого персонажа он играл в очередном театральном сезоне. И потому она опасается Тони в роли Отелло, предпочитая, чтобы он играл в комедии. Тем не менее Тони начинает примерять на себя эту роль и вскоре серьёзно ей увлекается. Однажды вечером немолодой уже Тони знакомится в итальянском ресторанчике «Венеция» с молодой провинциальной официанткой Пэт Кролл (Шелли Уинтерс). Сообразив, что он авторитетный человек и может ей помочь устроиться в жизни, Пэт этим же вечером приглашает его к себе домой и начинает с ним роман.
Вскоре Брита, несмотря на свои сомнения, всё-таки соглашается сыграть Дездемону, и в театре начинаются репетиции. Премьера спектакля сопровождается восторженными отзывами, но, как и опасались Брита, персонаж Отелло постепенно всё больше поглощает Тони, который начинает слышать голоса. После того, как пресс-атташе театра Билл Френд (Эдмонд О’Брайен) дарит Брите на день рождения медальон, Тони начинает по-настоящему ревновать свою бывшую жену, и во время 300-го представления настолько входит в роль ревнивца, что в финальной сцене едва не душит Бриту по-настоящему. Когда начинается второй сезон «Отелло», Тони делает Брите предложение, но она ему отказывает, говоря, что любит его, но раз у них не получилось в первый раз, то не выйдет и во второй. В ярости Тони приходит домой к Пэт и душит её, после чего в безумном состоянии среди ночи возвращается в квартиру Бриты и засыпает на диване. На следующее утро полиция обнаруживает труп Пэт. Присутствующий на месте убийства репортёр Эл Кули (Миллард Митчелл), быстро поняв, что речь идёт о необычном преступлении, обращается к Биллу с предложением написать серию сенсационных статей, увязывающих убийство Пэт с «поцелуем смерти» в «Отелло». Увидев первую такую статью в газете, Тони приходит к Биллу домой и в ярости набрасывается на него. Начинается драка, в ходе которой Тони даже пытается душить Билла, а затем обещает уволить его. Билл задумывается над тем, что Тони, который всё хуже контролирует себя, мог на самом деле быть убийцей Пэт. Со своими подозрениями он обращается в полицию, где детектив Пит Боннер (Джо Сойер), сообщает ему, что по обвинению в этом преступлении уже задержан сосед Пэт, который в ночь убийства был пьян и не в состоянии вспомнить, что делал. А алиби Тони подтвердила служанка Бриты, которая видела его поздно ночью, а также застала спящим рано утром. Перед отъездом в отпуск Билл навещает Бриту, в которую давно влюблён. Она с большой симпатией относится к Биллу, но не отвечает на его чувства, между делом упоминая, что той роковой ночью Тони уходил на несколько часов из дома, что бывает с ним довольно часто. Чтобы проверить свои догадки, Билл по согласованию с Боннером подбирает актрису, внешне похожую на Пэт, гримирует её соответствующим образом, надевает на неё украшения убитой, после чего назначает Тони встречу в ресторане, где та работала. Когда Тони видит перед собой загримированную актрису, он принимает её за Пэт и в безумном состоянии выбегает на улицу. Полиция следует за ним, провожая до самого театра. Тем же вечером в финальной сцене спектакля Тони в роли Отелло закалывает себя по-настоящему и за кулисами сознаётся в своём преступлении, после чего умирает под бурные аплодисменты публики.

## В ролях
- Рональд Колман — Энтони Джон
- Сигне Хассо — Брита
- Эдмонд О'Брайен — Билл Френд
- Шелли Уинтерс — Пэт Кролл
- Рэй Коллинз — Виктор Донлан
- Филип Лёб — Макс Ласкер
- Миллард Митчелл — Эл Кули
- Джо Сойер — Пит Боннер
- Уит Бисселл — доктор Стауффер
- Арт Смит — изготовитель париков
- Сид Томак — изготовитель париков
- Хейни Конклин — бармен (в титрах не указан)

## История создания фильма
Как отмечает историк кино Фрэнк Миллер, в 1947 году режиссёр Джордж Кьюкор вступил в новую фазу своей карьеры, объединив силы с супружеской парой сценаристов в составе Рут Гордон и Гарсона Кэнина для создания этой мелодрамы, действие которой происходит в мире театра. Фильм был первым релизом продюсерской компании Kanin Productions, которую возглавляли Гарсон Кэнин и его брат, продюсер Майкл Кэнин, а также первым из семи совместных работ Гарсона Кэнина, Рут Гордон и Кьюкора. На протяжении последующих семи лет Кьюкор «в сотрудничестве с одним или обоими Кэниными поставит семь фильмов», среди них популярные романтические комедии «Ребро Адама» (1949) и «Пэт и Майк» (1952), оба с участием Спенсера Трейси и Кэтрин Хепбёрн. Как пишет Миллер, в этот период они «по сути создали собственную мини-студию, собрав творческую группу и даже нескольких постоянных актёров, которые помогли им сделать некоторые из самых умных фильмов в истории Голливуда».
Рут Гордон и Майкл Кэнин, написав историю об актёре, у которого смешалась его жизнь вне сцены и игра на сцене в роли Отелло, первоначально продали её студии Columbia. Однако тогдашний босс студии Гарри Кон решил не делать картину и даже отказался заплатить за сценарий. Тогда Кэнины продали её студии Universal-International и устроили дело так, чтобы в качестве режиссёра со студии MGM был взят в аренду их друг Джордж Кьюкор.
Изначально сценарий писался под Лоренса Оливье, но когда выяснилось, что он занят, создатели фильма обратились к Рональду Колману. Колман начинал свою актёрскую карьеру в театре, однако он чувствовал себя неуверенно в шекспировских пьесах, и уже почти отказался от предложения из страха выставить себя на посмешище. Тем не менее, в итоге Кьюкор и Кэнины убедили его, что эта роль принесёт ему Оскар, награду, которую Колман никак не мог получить, несмотря на три номинации в предыдущие годы. Они также пообещали сделать всё возможное, чтобы помочь Колману завоевать награду. Для работы с Колманом над шекспировскими сценами, Кьюкор нанял Уолтера Хэмпдена, звезду бродвейского театра и театрального менеджера с большим опытом создания шекспировских спектаклей, чтобы тот подготовил Колмана к сценам из «Отелло» и проследил за их постановкой. Затем Кьюкор снял одну за одной все театральные сцены с таким расчётом, чтобы Колман сосредоточил всё своё внимание исключительно на шекспировской роли.
Этот фильм стал дебютом в главной роли для Шелли Уинтерс, впоследствии двукратной обладательницы Оскара. Как пишет Миллер, до этого фильма актриса играла главным образом мелкие роли без упоминания в титрах, однако при первой встрече Кьюкор «был настолько впечатлён её внешностью и пониманием материала, что он сразу же устроил ей экранную пробу, даже не послушав, как она читает текст. Затем, чтобы снять у Уинтерс напряжение, он снял на плёнку одну из её репетиций, не предупредив её об этом. Уже после утверждения на роль, она снова стала так нервничать, что потребовалось более 100 дублей, чтобы снять её первую сцену с Колманом. После этого актёр пригласил Уинтерс на обед, чтобы успокоить и расслабить её. И, в конце концов, эти усилия привело к триумфу, сделавшему Уинтерс крупной молодой звездой», что принесло ей множество главных ролей на Universal в течение нескольких последующих лет.
Зная, что главными режиссёрскими достоинствами Кьюкора были в первую очередь разъяснение сценария и работа с актёрами, Кэнины взяли на себя текущее руководство работой художника-постановщика Гарри Хорнера и монтажёра Роберта Пэрриша. Пока Кьюкор работал с актёрами, Хорнер готовил ежедневный план оформления павильона, а Пэрриш заранее планировал монтаж, и всё это подлежало утверждению режиссёром. В результате получился один из самых зрелищных фильмов Кьюкора. Кьюкор попросил оператора Милтону Краснеру постараться перенести на экран свойство театрального света утрировать черты лица актёра, и тем самым создать ослепляющий образ, идеально указывающий на безумие Колмана. На протяжении фильма он снимал Колмана около зеркал, чтобы передать нарастающее расслоение между его нормальным внешним видом и внутренним безумием.
Некоторые сцены картины снимались в Нью-Йорке, в том числе, в холле театра Empire, на Бруклинском мосту и в одной из квартир многоквартирного дома в Нижнем Ист-Сайде. При съёмке театральных сцен использовались декорации, которые первоначально были созданы студией Universal для съёмок фильма «Призрак Оперы» в 1925 году.
Хотя впервые картина была показана в Лос-Анджелесе в конце декабря 1947 года, однако её выпуск на общенациональный экран был задержан до марта 1948 года с тем, чтобы выполнить критерий для отбора на кинопремию Оскар.

## Признание фильма
Как написал Миллер, фильм «Двойная жизнь» стала хитом для всех, кто над ним работал. В частности, Колман получил массу восхищённых рецензий, а «Кьюкор и Кэнинсы, верные своему обещанию, развернули мощную кампанию в поддержку вручения ему Оскара. Как только фильм был смонтирован, они организовали серию просмотров для членов Академии. Один из них персонально приглашал каждого члена Академии на просмотр, в то время, как второй встречал их по прибытии, а третий после показа благодарил всех за посещение, не забывая выразить восхищение игрой Колмана». Со своей стороны Колман организовал серию рекламных публикаций в профессиональной прессе, в которых бывшие обладатели Оскара одобрительно отзывались о его игре. В результате он стал очевидным фаворитом на Оскар. В своей речи после получения награды Колман упомянул всех, кто работал над фильмом, но особенно выделил Кьюкора.
В итоге Колман за исполнение главной роли в этом фильме был удостоен не только Оскара, но и премии Золотой глобус. Оскара был удостоен также композитор Миклош Рожа как автор лучшей музыки к фильму. Кьюкор как режиссёр, а также Рут Гордон и Гарсон Кэнин как сценаристы ограничились номинациями на Оскар. Впоследствии Кэнинсы ещё трижды номинировались, но так и не получили ни одного Оскара за свои сценарии, хотя Рут Гордон получила Оскар как лучшая актриса второго плана за роль в фильме «Ребёнок Розмари» (1968). Кьюкор же был четырежды номинирован на Оскар, прежде чем получить его в 1964 году за мюзикл «Моя прекрасная леди».

## Оценка фильма критикой

### Общая оценка фильма
После выхода на экраны фильм получил высокие оценки критики. Так, Босли Кроутер в «Нью-Йорк Таймс» назвал его «роскошной картиной», которая «богатым, увлекательным и возвышенным образом» рассказывает об опасности слишком глубокого погружения актёра в образ, особенно, если это образ Отелло. Сама история полна «блестящими подробностями», хотя её кульминация «очевидна и немного высокопарна», угрожая «саспенсу и силе финального воздействия». Однако несмотря на предсказуемую концовку, в которую к тому же трудно поверить, сценаристы вместе с Шекспиром смогли «разжечь на экране современную драму, демонстрирующую странное возбуждение от театра и его бессмертную романтику». По мнению Variety, «выдающейся стороной фильма стало то, как персонажи были придуманы и сыграны». Все они выглядят правдоподобно в этой «истории, которая переходит в пьесу внутри пьесы об актёрах и театре. Там есть убийство, саспенс, психология, Шекспир и любовный роман, и всё это завёрнуто в безупречную упаковку классного экранного развлечения».
Современные киноведы также позитивно оценивают картину. Так, Джули Кирго, указав, что это единственный фильм нуар Кьюкора, отметила, что в нём «он смог в полной мере продемонстрировать свои особые таланты». Кирго пишет, что в отличие от большинства фильмов нуар, «Двойная жизнь» преподносит зрителю «возвышенную» театральную среду, и «за исключением жалкой бесхозной девицы из пролетариата в исполнении Шелли Уинтерс, все являются возвышенными персонажами». Режиссёр и сценаристы картины, будучи сами выходцами из театра, скрупулёзно воссоздают на экране театральную среду, а привнесение их личного опыта придаёт этой необычной истории правдоподобие. Как указывает Кирго, это «картина противодействующих сил, зеркальных образов и смертельных двойников, в которой Энтони Джон ведёт войну с Отелло, элегантный мир театра противопоставлен убогому существованию героини Уинтерс, а иллюзия против реальности переданы через контраст света и тени с помощью блестящей операторской работы Краснера».
По мнению журнала TimeOut, это «без сомнения, не лишённый недостатков, но замечательный фильм». В своей рецензии журнал называет его «любопытной мелодрамой о бродвейском кумире, который теряет собственную личность в роли Отелло, с убийственными последствиями перенося её на незаконный роман с официанткой». Журнал отмечает, что «театральные сцены проработаны настолько блестяще, а богатые подробности прописаны с такой любовью», что на их фоне остальная часть фильма, кажется, с трудом «вращает свои шестерни при погружении в серый и убогий мир убийств фильмов категории В». По мнению Шварца, хотя у фильма есть свои недостатки, «тем не менее, он неотразим в качестве необычного высококультурного фильма нуар». Критик обращает внимание, что этот фильм стал «первым и единственным заходом Джорджа Кьюкора в жанр фильм нуар», при этом тема высокого искусства «идеально подошла талантливому режиссёру». По словам Шварца, эта мелодрама «скрупулёзно воссоздаёт театральную среду, но показывает свою слабость, когда заворачивает на территорию фильмов В с убийствами». Спенсер Селби охарактеризовал картину как «тёмную, мрачную мелодраму с изящной нуаровой операторской работой», а Крейг Батлер заметил, хотя из-за своего повышенного мелодраматизма современному зрителю фильм может показаться немного искусственным, тем не менее «он по-прежнему производит внушительное впечатление».

### Оценка работы режиссёра и творческой группы
По словам Кроутера, авторитетные театральные актёры Рут Гордон и Гарсон Кэнин, в своём сценарии прекрасно показали, что, казалось бы, безопасная актёрская профессия таит в себе бесконечные опасности, «когда дело касается любви между людьми театра». А Джордж Кьюкор своей постановкой многократно доказывает, что он знает театр, его образы и звуки, а также хрупкость людей, которые там работают. Батлер отмечает «прекрасно выстроенный сценарий Кэнина и Гордон», который содержит «множество таких сцен и реплик, за которые актёр готов отдать всё на свете», а также отличную постановку Кьюкора, который подаёт звезду фильма Колмана «самым привлекательным образом», «на всём протяжении фильма широко использует в качестве метафоры зеркала», и по-настоящему раскрывает свой «визуальный талант в сценах, когда Колман всё глубже погружается в безумие». Кроме того, «выразительное использование режиссёром звука и музыки помогает эффективно донести потерю разума» главным героем. Кирго обращает внимание на «контрастную операторскую работу Милтона Краснера», создающую «пейзаж из сверкающих переменчивых поверхностей, под которыми скрываются чёрные глубины психологического расстройства. Когда Колман находится на сцене, зритель должен всматриваться сквозь слепящие огни рампы в пустоту, наполненную бестелесными голосами. Вместе с Колманом мы проходим по мокрым от дождя улицам, которые мерцают под уличными фонарями и уходят в пустую ночь. Буквально каждый кадр в этом фильме становится визуальной метафорой состояния сознания Колмана, которое сияет ясностью и умом в один момент, и погружается в странные и мучительные глубины — в следующий». Деннис Шварц напоминает, что «это была первая в серии многочисленных успешных совместных работ Кьюкора с супружеской командой сценаристов в составе Гарсона Кэнина и Рут Гордон». Сильными сторонами картины стали также стимулирующая музыка Рожи, а также «наводящая страх операторская работа Милтона Краснера, которая усиливает состояние психологической тревоги», но высокая тональность представления убивается бесконечно прозаической игрой Шелли Уинтерс в роли скучной беспризорной официантки.

### Оценка актёрской игры
Критика высоко оценила актёрскую работу, особенно выделив исполнение Колманом главной роли. Так, по словам Variety, «в своей безошибочной игре Колман раскрывает каждую грань своей сложной роли, создавая актёрский шедевр необыкновенной многосторонности». Кроутер отмечает, что, взяв Колмана на роль театрального кумира и предоставив ему возможность довольно много поиграть театральную роль Отелло, продюсеры и режиссёр «дали актёру роль всей его продолжительной карьеры». И вопрос заключается лишь в том, в каком качестве «Колман впечатляет более — как психически страдающая звезда или как бородатый венецианский мавр». В обеих ипостасях он предстал как актёр «страстной романтической трагедии».
По словам Кирго, несмотря на бытовавшее мнение, что Колман не достаточно демоничен для роли Энтони Джона/Отелло, актёр выдаёт «мощную, в высшей степени необычную игру, создавая портрет распада человеческой личности, если не самого зла». Несмотря на свой облик кумира, Колман «позволяет вырваться изнутри душевным страданиям своего персонажа и исказить свои идеальные черты в стиле Джекилла и Хайда» . Шварц также обращает внимание на «богато окрашенную и преувеличенную игру Колмана в роли одержимого страстями театрального актёра и зрительского кумира, личность которого разрушается на ваших глазах», а Кини добавляет, что «Колман великолепен в своём запугивании зрителя яростью своих преображений из милого и приятного актёра в безумного убийцу». Батлер считает, что Колман даёт достойную игру, хотя иногда «идёт на внешние эффекты, когда более тонкая игра была бы сильнее. В любом случае, захватив экран, он так и не отпускает его, давая, энергичную и захватывающую игру, чем вносит существенный вклад в успех фильма». Показывая «в возбуждающем стиле нарастающее сумасшествие, неистовство и борьбу за свой разум, Колман делает своего персонажа как чудовищным, так и привлекательным».
По мнению Variety, Сигне Хассо в роли сценической партнёрши и бывшей жены Колмана «добивается уверенного успеха, раскрывая талант, который был редко востребован в её предыдущих киноролях. Её Дездемона великолепна, а её трактовка понимающей бывшей жены идеальна». Кроутер также считает, что «Хассо необыкновенно и очаровательно жива в роли бывшей жены и всё ещё любящей жертвы его психической жестокости, а Шелли Уинтерс интригует в роли девушки, за которой он ухаживает». Батлер также отмечает, что «режиссёр добивается трогательной и чувственной игры от Уинтерс, которая смотрится в паре с Колманом очень хорошо», а по мнению Кини, «Уинтерс в своей первой, обеспечившей ей прорыв роли отлична как сексуальная официантка с пристрастием к немолодым мужчинам».